# Брунджадзе, Ниязи Изетович
Ниязи (Нияз) Изетович Брунджадзе (род. 15 апреля 1964, Батуми, Грузинская ССР) — советский и украинский футболист, полузащитник.

## Игровая карьера
Футболом начинал заниматься в группе подготовки «Динамо» (Батуми). Первый тренер — М. Гагуа. С 1987 года выступал во второй лиге чемпионата СССР за николаевский «Судостроитель». В 1989 году перешёл в черкасский «Днепр».
После распада СССР Брунджадзе играет в первой лиге чемпионата Украины в «Артании», с которой занимает 3-е место в группе «Б». В следующем сезоне по приглашению президента клуба «Темп» Джумбера Нишнианидзе, пополнил грузинскую диаспору команды из Шепетовки. В этом сезоне команде из райцентра удалось занять 2-е место в объединённой первой лиге. 8 августа 1993 года в игре с «Таврией» Ниязи дебютирует в высшей лиге чемпионата Украины.
В середине сезона 1993/94 усиливает «Эвис» — клуб первой лиги, который борется за повышение в классе. По итогам сезона николаевцы, также как «Темп» год назад, со 2-го места переходят в высшую лигу. В высшей лиге в команде «корабелов» Брунджадзе проводит 17 матчей, и даже отмечается голом в ворота киевского «Динамо».
Продолжает карьеру в командах первой лиги «Полиграфтехника» и «Подолье».